# يوسف مبارك
يوسف مبارك (بالألمانية:Joseph M’Barek)  هو منتج أفلام معروف من السينما الألمانية والإنتاج التلفزيوني وممثل نمساوي من مواليد 28 مايو 1986 في ميونيخ. وقد لعب سابقًا كممثل في الأفلام الروائية Die Apothekerin 1996 وSommersturm 2004 وDie Welle 2008.

## حياته
نشأ يوسف في حي زيدلنج الواقع في ميونخ، والده من أصل تونسي الذي كان يعمل مطور برمجيات وكانت والدته تعمل ممرضة أصلها نمساوية. جوزيف مبارك هو شقيق إلياس مبارك الذي  هو ممثل أيضًأ وقد مثل معه في فيلم الموجة Die Welle. بعد دراسته في Filmakademie Baden-Württemberg، كرس نفسه لمشاريعه الخاصة كمنتج وقدم أول فيلم روائي طويل له خمس سنوات من الحياة في عام 2012، والذي  حصل على جائزة Max Ophüls وتم ترشيحه لجائزة الفيلم الألماني. في عام 2013 تم ترشيحه لجائزة First Steps Award في فئة «أفضل منتج شاب». وهو الآن نشط كمنتج سينمائي للعديد من المشاريع التلفزيونية والسينمائية في ميونيخ.

## فيلموغرافيا

### تلفزيون
- 1997: دكتور أمراض نساء ماركوس ميرثين
- 1999: غداً السماء لك (فيلم تلفزيوني السبت 1)
- 2003: صديقي الأول، أمي وأنا (فيلم تلفزيوني، Pro7)
- 2005: إلى الأبد والأبد (فيلم تلفزيوني، ZDF)
- 2007: الصبي الذي أراد أن ينظف العشب (فيلم قصير)
- 2007: قضية لشخصين (جريمة قتل في المتحف)
- 2007: قانون الكتاب المقدس (فيلم تلفزيوني Pro7)
- 2008: ستولبرغ (صديق الحلقة والمساعد)
- 2009-2010: عاصفة الحب
- 2011: العد التنازلي - يبدأ الصيد (سلسلة الجرائم، RTL)

### أفلام
- 1992: قطار مسائي إلى البندقية
- 1996: الصيدلي
- 1998: فلاينج بول
- 2004: عاصفة الصيف
- 2004: حركة الحدود
- 2004: يبدو مثل درجة الحرارة
- 2006: ما بعد
- 2006: لا عهد من أجل الحياة
- 2008: الموجة

## وصلات خارجية
- يوسف مبارك على موقع IMDb (الإنجليزية)
- يوسف مبارك على موقع قاعدة بيانات الأفلام السويدية (السويدية)
- يوسف مبارك على موقع قاعدة بيانات الفيلم (الإنجليزية)
- يوسف مبارك على موقع كينوبويسك (الروسية)

لم يتم العثور على روابط لمواقع التواصل الاجتماعي.